# Девојка са бисерном минђушом (роман)
Девојка са бисерном минђушом (енгл. Girl with a Pearl Earring) је историјски роман из 1999. године коју је написала Трејси Шевалије. Радња је смештена у Делфт у 17. веку, Холандија, инспирисана је сликом локалног сликара Јоханеса Вермера "Девојка са бисерном минђушом". Шевалије представља измишљени приказ Вермера, модела и слике. Роман је адаптиран у истоимени филм из 2003. године и представу из 2008. године. У мају 2020. године "ББЦ Радио 4" емитовао је нову драматизацију романа. 

## Позадина
Инспирација за роман Трејси Шевалије био је постер слике Девојка са бисерном минђушом Јоханеса Вермера. Плакат је купила као деветнаестогодишњакиња и висио је свуда где је живела шеснаест година. Шевалије је приметила да је "двосмислен поглед" на лицу девојке оставио трајан утисак на њу. Она описује израз девојчице „да је маса контрадикција: невина, а опет искусна, радосна, али сузна, пуна чежње и опет пуна губитака“. Почела је да размишља о „причи иза тог погледа“, замишљајући је као упућену сликару. 
Истраживање Трејси Шевалије обухватало је читање историје тог периода, проучавање слика Вермера и његових савременика и неколико дана боравка у Делфту. Трудна у време истраживања и писања, посао је завршила за осам месеци јер је имала „биолошки рок“. 

## Радња
Шеснаестогодишња Грит мора да напусти своју породичну кућу у Делфту 1664. године након што јој је отац ослепео у несрећи. Као сликар плочица, њен отац је члан цеха уметника, па јој је нашао запослење као собарице у домаћинству сликара Јоханеса Вермера. У тадашњем строго стратификованом друштву ово је пад статуса због лоше репутације коју собарице имају због крађе, шпијунирања и спавања код својих послодаваца. Даља компликација је да Вермери припадају католичкој мањини која се не толерише, док је Грит протестант. У њиховом дому спријатељила се са најстаријом ћерком породице, Марге, али није у добрим односима са злобном Корнелијом, млађом ћерком која је као и мајка Катарина свесна свог класног статуса. Грит је такође тешко и то што треба задржати страну Танеке, другог кућног слугу, који је нерасположен и љубоморан.
Грит живи две године код својих послодаваца, а свој дом сме да посећује само недељом, где се породични круг распада. Њен млађи брат Франс је шегрт и није код куће; и на крају њена млађа сестра Агнес умире од куге. Током првих месеци свог рада код Вермерових, Грит почиње да се удвара син породичног месара на пијаци меса. Она је строго васпитана и у почетку то не поздравља, али толерише његов интерес јер је то предност за њене осиромашене родитеље.
Грит је све више фасцинирана Вермеровим сликама. Вермер открива да Грит има око за уметност и потајно је моли да обавља послове и задатке за њега, попут мешања и млевења боја за његове боје и да буде замена за модел. Ово јој одузима много времена, а Грит изазива сумњу Катарине, али Вермерова свекрва, Мариа Тинс, препознаје Гритино присуство као стабилну и катализаторску силу у Вермеровој каријери и пристаје на домаће аранжмане који Грит омогућавају да посвети више времена за његову службу. Међутим, Вермеров пријатељ, Антоние ван Лееувенхоек, упозорава Грит да се уметнику не приближава превише јер га слика више занима него људи. Схвативши да је то истина, Грит постаје опрезана.
Богати, али разуздани покровитељ Вермера, Питер ван Руијвен, примећује „слушкињу разрогачених очију“, малтретира је кад може и притиска Вермера да их слика заједно, као што је то чинио са ранијом слушкињом која је остала трудна са њим. Стога Грит и Вермер нерадо испуњавају овај захтев и на крају Вермер долази до компромиса. Ван Руијвен ће бити насликан са члановима своје породице, а Вермер ће насликати портрет само Грит који ће бити продат Ван Руијвену. Слика је и за потребе портрета је присиљава да јој пробуши уши и да носи бисерне минђуше своје жене без њеног одобрења. Корнелиа користи прилику да допусти Катарини да то открије и у скандалу који је уследио Вермер остаје нем и Грит је приморана да оде.
Десет година касније, дуго након што се Грит удала за Питера и постала мајка и месарева супруга, позвана је у кућу након Вермерове смрти. Грит претпоставља да Вермерова удовица жели да измири неплаћени рачун месара у домаћинству. Тамо Грит сазнаје да је Вермер тражио да се њена слика окачи у соби док је умирао. Поред тога, иако је породица сада сиромашнија, Вермерова опорука је садржала и захтев да Грит добије бисерне минђуше које је носила када ју је сликао, а које је Ван Леувенхоек приморао Катарину да преда. Грит, међутим, схвата да их више не би могла носити као месарева супруга. Стога је одлучила да заложи минђуше и од новца плати петнаест гулдена дугованих њеном мужу.

## Пријем
Роман је објављен у Британији 1999. године, а годину дана касније у Сједињеним Државама, где је постао бестселер "Њујорк Тајмса",  Иако је био номинован за неколико награда, освојио је само награду "Barnes & Noble Discover Award" 2000.  и "Алексову награду" 2001. за књиге које су посебно привлачне младима. 2001. године "Plume" је издао америчко издање у меким корицама у почетном тиражу од 120.000 примерака; годину дана касније књига је прештампана 18 пута са близу два милиона продатих примерака.  2005. "HarperCollins" је објавио специјално издање у Великој Британији са девет плочица у боји Вермерових слика, објављеним у част милион продатих примерака. 
"Њујорк Тајмс" је то дело описао као „мозак који је страст идеја“;  "Atlantic Monthly" је похвалио Шевалијеов напор „у стварању осећаја друштва са оштрим поделама у статусу и вероисповести“.  Међутим, "Publishers Weekly" забележио је детаље који „прете да нарату одузму веродостојност. Способност Грит да Вермеру сугерише како да побољша слику захтева један део читатељеве маште. А Вермерово признање свог дуга према њој, откривено у расплету, оштро је климање сентименталношћу“.  Појединости је такође доводио у питање историчар уметности Gary Schwarz, посебно поједностављени приказ католичке / протестантске поделе у земљи у којој су разлике између протестаната биле подједнако важне. 
Поред велике продаје на енглеском језику, популарност романа проширила се и на друге језике. Књига је преведена на већину европских језика, а у Азији на турски, грузијски, персијски, индонежански, тајландски, вијетнамски, кинески и корејски језик. 

## Теме
Уместо да напише причу о томе да је Вермер у недозвољеној вези са кућном помоћницом, Шевалије у раду ствара напетост приказујући њихову уздржаност. Као што магазин "Тајм", Шевалије представља „изврсно контролисану вежбу која илуструје како се искушење обуздава зарад уметности“.  Ограничавање је такође функција дистанцираног стила који је Шевалије изабрала за свог приповедача, Грит. Примећено је да је њен циљ да понови Вермеров стил сликања. Посебно се концентрише на визуелне детаље, како у изгледу ликова, тако и у домаћем окружењу, и њиховом просторном постављању у односу једне на друге. 
Управо овај кул приступ разликује књигу од остала три романа објављена 1999. године који се такође баве холандским сликарством из 17. века. Сузан Вриланд Girl in Hyacinth Blue (Девојка у зумбул у плавом) је скуп прича усредсређених на наводно изгубљену Вермерову слику;  и The Music Lesson (Музичка лекција) Катарине Вебер бави се украденом Вермеровом сликом тог наслова.  С друге стране, Tulip Fever (Доба лала) Деборе Могач смештена је у Амстердаму и такође се бави љубављу између сликара и његовог субјекта. Поред тога, и оно је кренуло од покушаја да се одгонетне загонетни изглед детета на слици тог периода. 
Друга тема - која се демонстрира у нарацији, а не отворено коментарише - је како жене тог доба, према речима Лисе Флечер, „нису поседовале своја тела, већ су биле имовина својих родитеља, затим послодаваца и на крају њихових мужева. Како роман напредује, Грит постаје све свеснија да је „на продају“.  Родитељи јој не дају избор да ли ће или где ће радити. Ван Руијвен и други ликови претпостављају да је сексуално доступна само зато што је несамостојна собарица. А када Питер постане Гритин удварач, родитељи је препуштају његовом физичком напретку, предвиђајући да ће им то бити на корист.

### Историјски материјали
Осим Девојке са бисерном минђушом, на којој је Грит насликана, у Шевалијевом роману је још неколико Вермерових слика.  На самом почетку, Поглед на Делфт је присећање Гритиног оца.  Када Грит уђе у домаћинство, Вермер ради на Жени са бисерном огрлицом, а Танеке убрзо помиње да је била Вермеров модел за Млекарицу.  Следећа тема му је Жена са врчем за воду, за коју је пекарева ћерка била модел. Грит описује слику свом оцу и такође детаљније сведочи о њеном настанку сада када помаже у атељеу.  Супруга Ван Руијвена (Мариа де Кнуијт) касније је модел за Даму која пише писмо. Током ове епизоде подсећа се да се претходно појавила у  Жени са лаутом и да је њен супруг завео слушкињу која је позирала за Девојку са винском чашом.  Сам Ван Руијвен, сестра и ћерка, фигурирају у Концерту,  који је замишљен као наследник Музичке лекције.  Завршна слика, The Procuress, није Вермерова слика тог наслова, већ жанровски комад Дирка ван Бабурена који припада Марији Тхинс. Ова виси на зиду десно од Концерта. 
Ове слике које су преживеле надокнађују недостатак стварних података доступних у историјским записима о главним мушким ликовима. То је омогућило Шевалије да интегрише у свој замишљени сценарио неке од неколико чињеница које су познате о Вермеру и тако њеној фикцији дају изглед стварности.  Али недостатак доказа протеже се и изван домаћинства Вермер. Иако је познато да је Антони ван Левенхук деловао као извршитељ Вермерове опоруке, нема документарних доказа о пријатељству између њих двоје. Антони ван Левенхука су сигурно занимали оптички уређаји и претпоставља се да је Вермер користио Камеру опскуру, али то је што се тиче доказа.  Опет, постоји велика вероватноћа да је Питер ван Руијвен био Вермеров покровитељ, јер је 21 уметникова слика припадала његовом имању, али ниједан документовани доказ није преживео. И сигурно нема ни најмањег наговештаја да је он био сексуални грабежљивац којег Шевалије приказује. 
Таква разматрања су важна јер, како тврди Лиса Флечер, историјски романи „интервенишу у нашем погледу на прошлост“ и утичу на нашу реакцију на њу у садашњости. Тако је забележено да је изложба „Vermeer and the Delft School“ 2001. године у Метрополитанском музеју уметности у Њујорку „привукла готово двоструко већи број посетилаца од Вермерове изложбе одржане у Националној галерији уметности у Вашингтону 1996. године. Walter Liedtke, кустос галерије за европске слике, сматра да је успех [изложбе], барем делимично, био заслуга Шевалијевог романа.“ 